# Джоел Макайвър
Джоел Макайвър (на английски: Joel McIver) е английски журналист, редактор на книги и списания, съставител на албуми и писател на произведения в жанра биография и история на музиката.

## Биография и творчество
Джоел Макайвър е роден на 10 февруари 1971 г. в Англия. Завършва гимназия в Бекуел. Следва в Университета в Единбург.
След дипломирането си пише за различни музикални и филмови списания като „Metal Hammer“, „Classic Rock“, „Drummer“, „Total Guitar“, „Kerrang!“, „Classic Rock“, „Future Music“ и „Record Collector“. Пише за електронни таблици за „Daily Telegraph“ и „Гардиън“. От 2012 г. е редактор на списание „Bass Guitar“, а от 2018 г. е и редактор на списание „Bass Player“ след сливането на двете списания.
Първата му книга „Extreme Metal“ (Екстремен метъл) е издадена през 2000 г.
Става известен с книгата си „Истината за METALLICA“ издадена през 2004 г.
Той е съавтор за автобиографии на рок музиканти – мемоарите на басиста на „Deep Purple“ Глен Хюз, на Макс Кавалера от „Soulfly“, на басиста на „Мегадет“ Дейвид Елефсън, и др.
На 20 май 2000 г. се жени за Ема Макайвър.
Джоел Макайвър живее със семейството си в Хай Уикъмб, Бъкингамшър.

## Произведения
- Extreme Metal (2000)
- Slipknot: Unmasked (2001)
- Nu-Metal: The Next Generation of Rock and Punk (2002)
- Ice Cube: Attitude (2002)
- Erykah Badu: The First Lady of Neo-Soul (2003)
- Justice for All: The Truth About Metallica (2004)
Истината за METALLICA, изд. „Адикс“ (2016), прев. Антония Халачева
- Extreme Metal II (2005)
- No One Knows: The Queens of the Stone Age Story (2005)
- The Making of the Red Hot Chili Peppers' Blood Sugar Sex Magik (2005)
- The Making of the Sex Pistols' The Great Rock'n'Roll Swindle (2006)
- Sabbath Bloody Sabbath (2006)
Sabath Bloody Sabbath, изд. „Адикс“ (2019), прев. Антония Халачева
- The Bloody Reign of Slayer (2008)
Кървавият райх на Slayer, изд. „Адикс“ (2010), прев. Антония Халачева
- The 100 Greatest Metal Guitarists (2009)
- Unleashed: The Story of Tool (2009)
- To Live Is to Die: The Life and Death of Metallica's Cliff Burton (2009; 2016)
To Live is to Die: Животът и смъртта на Клиф Бъртън от Metallica, изд. „Адикс“ (2010), прев. Антония Халачева
- Holy Rock'N'Rollers: The Kings of Leon Story (2010)
- Crazy Train: The High Life and Tragic Death of Randy Rhoads (2011)
- Overkill: The Untold Story of Motörhead (2011)
- Machine Head: Inside the Machine (2012)
- Ultimate Rock Riffs (2013)
- Know Your Enemy: Rage Against the Machine (2014)
- Sinister Urge: The Life and Times of Rob Zombie (2015)
- The Complete History of Black Sabbath: What Evil Lurks (2016)

### Като биограф и съавтор
- Deep Purple and Beyond: Scenes from the Life of a Rock Star (2011) – с Глен Хюз
- My Life With Deth: Discovering Meaning in a Life of Rock & Roll (2013) – с Дейвид Елефсън
- My Bloody Roots: From Sepultura to Soulfly and Beyond (2013) – с Макс Кавалера
- Glen Matlock's Sex Pistols Filthy Lucre Photo File (2014) – с Глен Матлок
- Bible of Butchery: Cannibal Corpse, The Official Biography (2014)
- Thunder: Giving the Game Away: The Official Biography (2016)
- Spider from Mars: My Life with David Bowie (2016) – с Мик Удманси
- Blues from Laurel Canyon: My Life as a Bluesman (2019) – с Джон Мейъл
- I Am Morbid: Ten Lessons Learned from Extreme Metal, Outlaw Country, and the Power of Self-Determination (2020) – с Дейвид Винсент